# Anunaki
Anunaki so skupina božanstev v mitologiji starodavnih Sumercev, Akadcev, Asircev in Babiloncev. Število Anunakov in njihove vloge so neskladne in pogosto  kontradiktorne. V najstarejših sumerskih besedilih iz po-akadskega obdobja so bili Anunaki najmočnejša božanstva v panteonu in potomci Anuja in Ki, boga neba in boginje zemlje. Njihova glavna vloga je bila odločanje o usodi Sumercev. 
V pesnitvi Inanin spust v podzemlje so Anunaki opisani kot sedem sodnikov, ki sedijo v podzemlju  pred prestolom boginje Ereškigal. Kasnejša akadska besedila, na primer Ep o Gilgamešu, jih opisujejo enako. V starobabilonskem obdobju so za Anunake verjeli, da so htonična božanstva podzemlja, medtem ko so bogove v nebesih imenovali Igigi. Hetiti so imeli Anunake za najstarejšo generacijo bogov, ki so jih  mlajši bogovi strmoglavili in vrgli v podzemlje. 

## Ime
Ime Anunaki izhaja iz imena sumerskega boga neba Ana/Anuja. Ime se piše na več načinov kot da-nuna, da-nuna-ke4-ne ali  da-nun-na in pomeni "veličastni potomci" ali "Anujevi potomci".
Za Anunake je veljalo, da so potomci boga Anuja in njegove žene, boginje zemlje Ki. Samuel Noah Kramer istoveti Ki s sumersko boginjo materjo Ninhursago in trdi, da sta bili prvotno ista oseba. Najstarejši Anunak je bil Enlil, bog zraka in poglavar bogov sumerskega panteona. Sumerci so verjeli, da sta bila pred Enlilovim rojstvom nebo in zemlja neločljiva. Enlil je razklal zemljo in nebo na dva dela in odnesel  zemljo, medtem ko je njegov oče Anu odnesel nebo.

## Čaščenje in ikonografija
Anunaki se omenjajo predvsem v knjižnih besedilih. Dokazov, da je obstajal njihov kult, še niso odkrili, kar je zelo verjetno posledica dejstva, da je imel vsak član Anunakov svoj lasten kult, neodvisen od drugih. Do zdaj ni bila odkrita tudi nobena upodobitev Anunakov kot skupine, čeprav je bilo prepoznanih nekaj podob posameznih članov. Božanstva v starodavni Mezopotamiji so imela skoraj izključno človeško podobo. Bila so ogromna in pogosto imela nadnaravno moč.
Božanstva so bila običajno oblečena v  melam, skrivnostno  snov, ki jih je "pokrivala v grozljivem sijaju". Melam so lahko nosili tudi junaki, kralji, velikani in celo demoni. Učinek melama na človeka so opisali z besedo ni, ki pomeni mravljinčenje ali ščemenje. Božanstva so skoraj vedno nosila rogata pokrivala z do sedem pari volovskih rogov. Včasih so nosila oblačila z všitimi zlatimi in srebrnimi okraski.
Starodavni Mezopotamci so verjeli, da njihova božanstva živijo v nebesih in da je božji kip fizično utelešenje samega boga. Kultni kipi so bili zato deležni nenehne nege in pozornosti zanje zadolžene skupine svečenikov. Svečeniki so kipe oblačili in prednje nosili darove, da so lahko "jedli". Verjeli so tudi, da je tempelj božanstva dobesedno prebivališče tega božanstva. Bogovi so imeli barke v naravni velikosti, ki so bile običajno shranjene v njihovih templjih in so se uporabljale za prevoz njihovih kultnih kipov po vodnih poteh med različnimi verskimi prazniki. Bogovi so imeli tudi vozove za prevoz njihovih kultnih kipov po kopnem. Kultne kipe so včasih vozili tudi na bojišče, da so božanstva lahko gledala, kako se bitka odvija. Mezopotamci so verjeli, da so glavna božanstva mezopotamskega panteona, ki je vključeval Anunake, sodelovala v "zboru bogov", na katerem so bogovi sprejemali vse svoje odločitve. Zbor bogov je veljal za božanskega dvojnika pol-demokratičnemu zakonodajnemu sistemu, ki je obstajal v času Tretje urske dinastije (okoli 2112 – okoli 2004 pr. n. št.).

## Mitologija

### Sumerija
Najzgodnejša raba izraza Anunaki je na napisih iz obdobja kralja Gudee (vladal okoli 2144–2124 pr. n. št.) it Tretje urske dinastije.  V najzgodnejših besedilih se izraz Anunaki uporablja za najmočnejša in najpomembnejša božanstva v sumerskem panteonu: potomce boga neba Anuja. V to skupino božanstev je verjetno spadalo "sedem odločujočih bogov": An, Enlil, Enki, Ninhursaga, Nana, Utu in Inana.
Čeprav so določena božanstva opisana kot člani Anunakov, se ni ohranil noben popoln seznam imen vseh Anunakov Pojavljajo se samo v knjižnih besedilih kot povezana skupina bogov. Opisi  so nedosledni in neskladni tako po številu kot po funkcijah. Zdi se, da so bili prvotno nebeška božanstva z neizmerno močjo, ki so se v pesnitvi Enki in svetovni red poklonila Enkiju,  pela hvalnice v njegovo čast in "zgradila svoja bivališča" med prebivalci Sumerije. V pesnitvi je dvakrat omenjeno, da "določajo usode človeštva".
Skoraj vsako večje božanstvo v sumerskem panteonu je veljalo za zavetnika določenega mesta in ščitilo njegove interese. Ljudje so verjeli, da božanstvo prebiva v svojem templju v tem mestu. V enem samem besedilu je omenjeno kar petdeset Anunakov, povezanih z mestom Eridu. V pesnitvi Inanin spust v podzemlje je omenjenih samo sedem Anunakov, ki so prebivali v podzemnem svetu in služili kot  sodniki. Inani so sodili zaradi poskusa prevzema podzemnega sveta in jo zaradi precenjevanja same sebe obsodili na smrt.
Glavna božanstva v sumerski mitologiji so bila povezana s posameznimi nebesnimi telesi. Verjeli so, da je Inana planet Venera, da je Utu Sonce, Nana Luna,  Anu istoveten z vsemi zvezdami na ekvatorialnem nebu, Enlil z zvezdami na severnem nebu, Enki pa z zvezdami na južnem nebu. Pot Enlilove nebesne orbite je bila neprekinjen simetričen krog okoli severnega nebesnega pola, Anujeva in Enkijeva pot pa naj bi se v različnih točkah sekali.

### Akadsko kraljestvo, Babilonija in Asirija
"Spoštovanje rodi naklonjenost, žrtev podaljša življenje in molitev odkupi krivdo. Kdor se boji bogov, ga ne zanemari. [...] Kdor se boji Anunakov, podaljša [svoje dni]."

- Babilonska hvalnica

V akadskih besedilih iz 2. tisočletja pr. n. št. so Anunaki opisani enako kot v Inaninem spustu v podzemlje kot htonična božanstva podzemlja. V skrajšani različici Inaninega spusta, napisani v začetku 2. tisočletja pr. n. št., kraljica podzemlja Ereškigal pravi, da "pije vodo z Anunaki". Kasneje v isti pesmi ukaže svojemu služabniku Namtarju, naj "pripelje Anunake iz Egalgine", "okrasi hišni prag s koralami" in jih "posadi na zlate prestole".
V starobabilonskem obdobju (okoli 1830–okoli 1531 pr. n. št.) je bila uvedena nova kategorija božanstev, znanih kot Igigi. Razmerja med Anunaki in Igigi niso jasna. V nekaterih primerih se zdi, da sta se kategoriji uporabljali sinonimno, v drugih, na primer Errovi pesnitvi, pa sta jasno ločeni. V poznoakadskem epu Atra-Hasis so Igigi šesta generacija bogov in so prisiljeni opravljati delo za Anunake. Po štiridesetih dnevih dela se Igigi uprejo, bog Enki, eden od Anunakov, pa ustvari ljudi, da bodo delali namesto njih.
Od srednjebabilonskega obdobja (okoli 1592-1155 pr. n. št.) dalje se je ime Anunaki na splošno uporabljalo za božanstva podzemlja, medtem ko se je ime Igigi uporabljalo za nebeška božanstva. V tem obdobju so bila najmočnejša božanstva nacionalni bog Marduk in Anunaki  Damkina, Nergal in Madanu kot bogovi podzemlja.
V akadskem Epu o Gilgamešu, napisanem okoli 1200 pr. n. št., je Utnapištim, ki je edini preživel vesoljni potop, Anunake opisal kot sedem sodnikov podzemlja, ki so zanetili zemljo, ko se je bližala nevihta, ko je kasneje prišla poplava, pa so Ištar (vzhodnosemitski ekvivalent Inane) in Anunaki objokovali uničenje človeštva.
V babilonskem mitu o ustvarjenju sveta Enuma Eliš je Marduk določil položaje Anunakov. Kasnejša babilonska različica epa omenja 600 Anunakov podzemlja in samo 300 Anunakov nebes, kar kaže na obstoj zapletene podzemne kozmologije. Anunaki, "veliki bogovi", so v zahvalo zgradili Esagilo, čudovit tempelj, posvečen Marduku, Eju in Elilu. V Errovi pesnitvi iz 8. stoletja pr. n. št. so Anunaki opisani kot bratje boga Nergala in nasprotniki človeštva.
Močno poškodovano besedilo iz novoasirskega obdobja (911-612 pr. n. št.) opisuje Marduka, ki svojo vojsko Anunakov vodi v sveto mesto Nipur in povzroči izgrede. Izgredi povzročijo poplavo, ki prisili rezidenčne bogove Nipurja, da se zatečejo k Ninurti v tempelj Ešumeša. Enlil, jezen zaradi Mardukovega prestopka, ukaže bogovom Ešumeše, naj vzamejo Marduka in druge Anunake za ujetnike. Anunake jim uspe ujeti, Marduk pa imenuje svojega izbranca Mušteširhablima za vodjo upora proti bogovom Ešumeše in pošlje svojega glasnika Neretagmila, da opozori boga pismenosti Nabuja. Ko bogovi Eshumesha slišijo Nabujev govor, pridejo  iz svojega templja, da bi ga poiskali. Marduk premaga bogove Ešumeše in jih 360 vzame za vojne ujetnike, vključno s samim Enlilom. Enlil protestira, češ da so bogovi Ešumeše nedolžni, zato jim Marduk sodi pred Anunaki. Besedilo se konča z opozorilom boginje Damkiane (drugo ime za Ninhursago) bogovom in človeštvu in prošnjo,  naj ne ponovijo vojne med Anunaki in bogovi Ešumeše.

### Huriti in Hetiti
V mitologijah Huritov in Hetitov, ki so bili na višku sredi 2. tisočletja pr. n. št., so verjeli, da je mlajša generacija bogov pregnala starejšo generacijo bogov v podzemlje, kjer jim je vladala boginja Lelvani. Hetiti so pregnana božanstva istovetili z Anunaki. Huriti so Anunake omenjali askaruileš šiuneš, kar pomeni "nekdanji stari bogovi", ali kattereš šiuneš, kar pomeni "bogovi zemlje". Hetiti in Huriti so v svojih pogodbah pogosto prisegali na stare bogove, da bi zagotovili, da bodo dogovori izpolnjeni. V enem od mitov je bogom grozil kamniti velikan Ullikummi, zato je Ea (Enki) ukazal starim bogovom, naj poiščejo orožje, s katerim so bila nebesa ločena od zemlje. Bogovi so orožje našli in Ulikumi odsekali noge.
Imena Anunakov se v huritskih in hetitskih besedilih pogosto razlikujejo, njihovo število pa je  vedno enako osem. V enem od hetitskih obredov so imena starih bogov navedena kot: "Aduntari vedeževalec, Zulki razlagalec sanj, Irpitija gospodar zemlje, Nara, Namšara, Minki, Amunki in Api". Stari bogovi v huritsko-hetitski religiji niso imeli prepoznavnega kulta. Oboji so poskušali z njimi komunicirati z obrednim žrtvovanjem prašička v jami, izkopani v zemljo. Stare bogove so pogosto klicali, da bi opravili obredna čiščenja.
S hetitsko pripovedjo o izgonu starih bogov v podzemlje je tesno povezana pripoved starogrškega pesnika Hezioda, ki v svoji Teogoniji govori o strmoglavljenju Titanov, ki so ga izvedli Olimpijci. Grški bog neba Uran (njegovo ime pomeni "nebesa"), ki je bil hkrati oče Titanov, izhaja iz hetitske različice boga Anuja. V Heziodovi pripovedi Urana kastrira njegov sin Kronos natančno tako, kot je v hetitski pripovedi Anuja kastriral njegov sin Kumarbi.